# Cezve

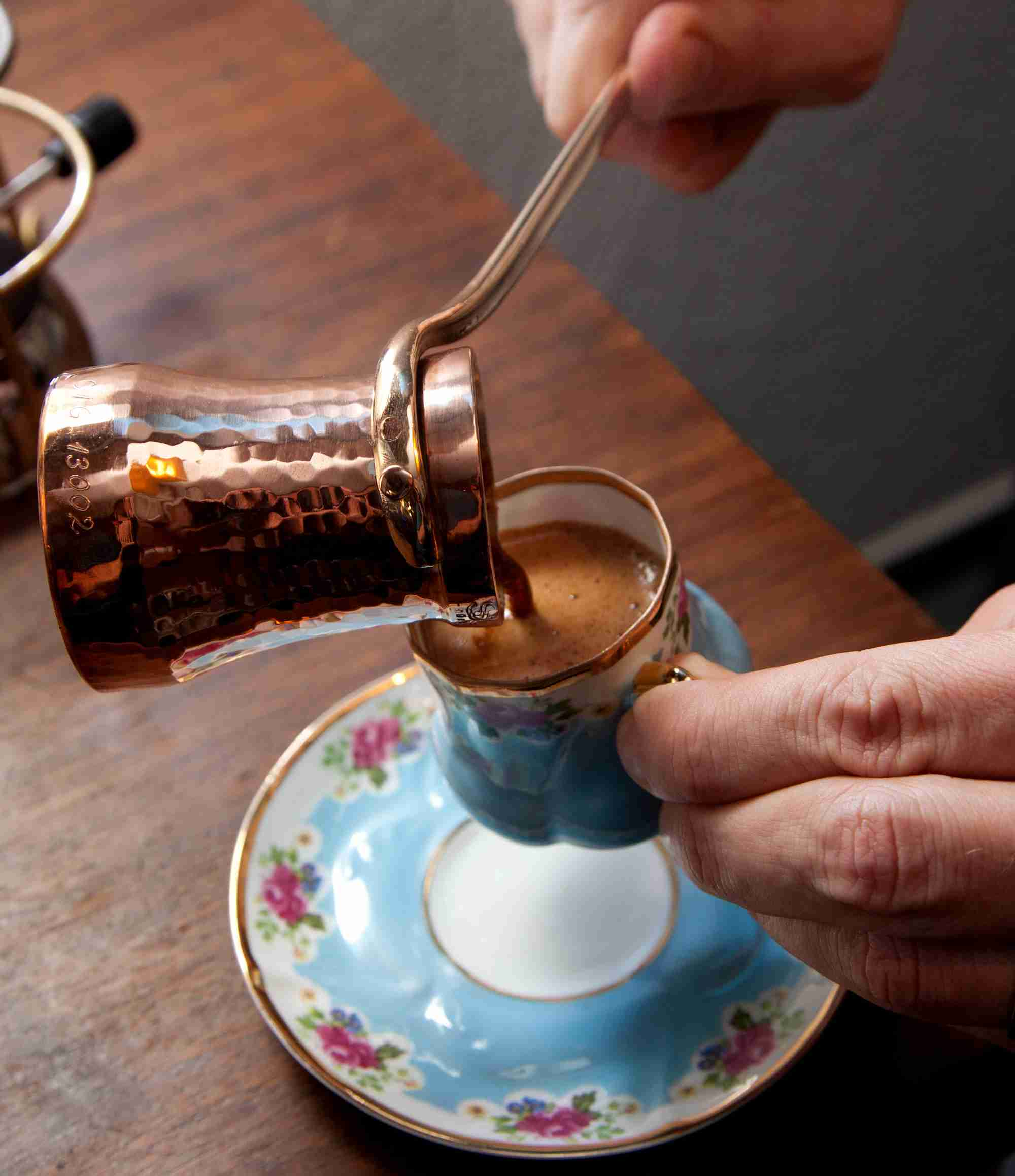
Un cezve.

Le cezve est un récipient conçu spécialement pour faire du café turc.

## Galerie

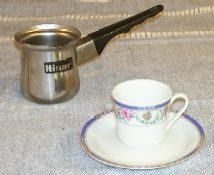
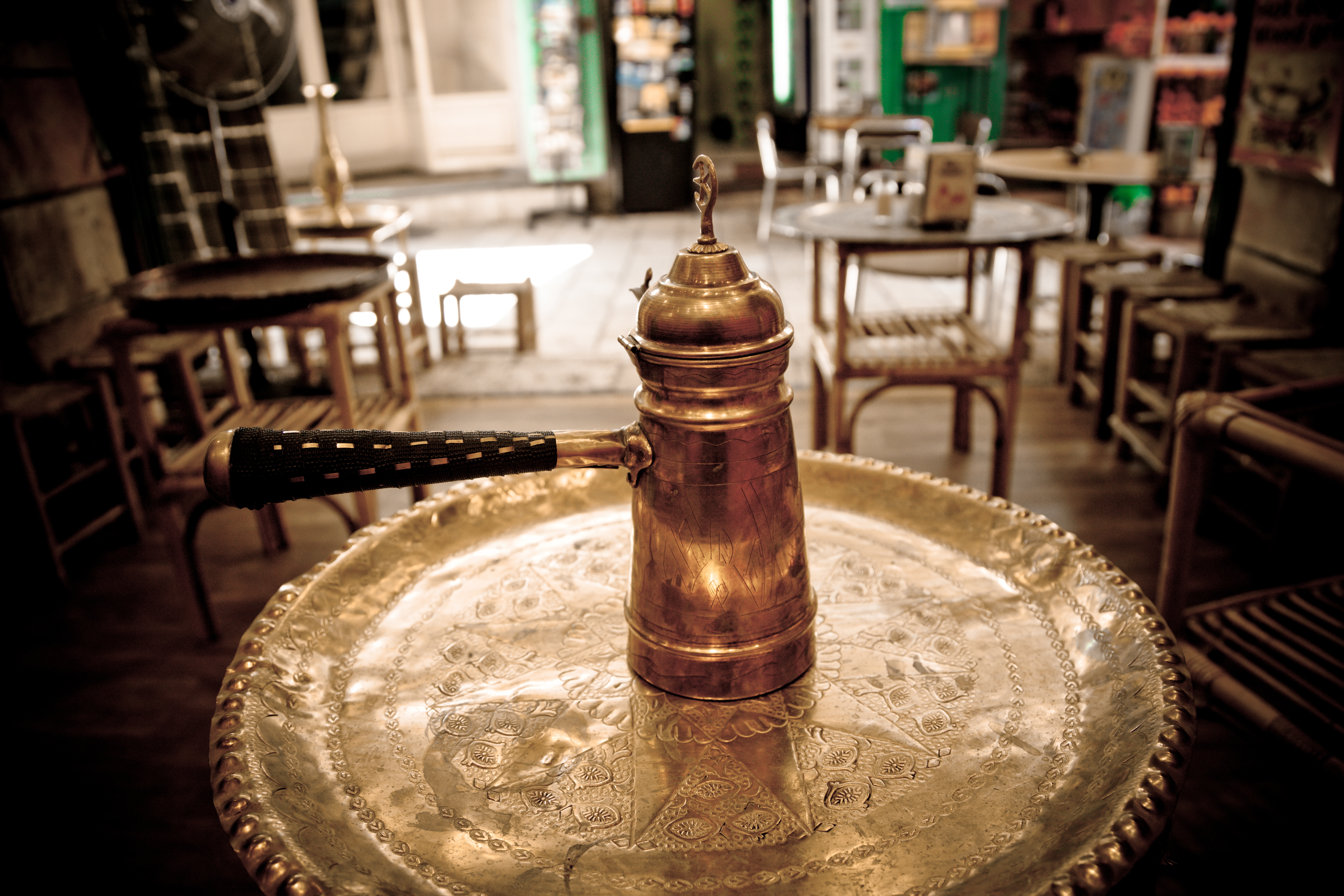
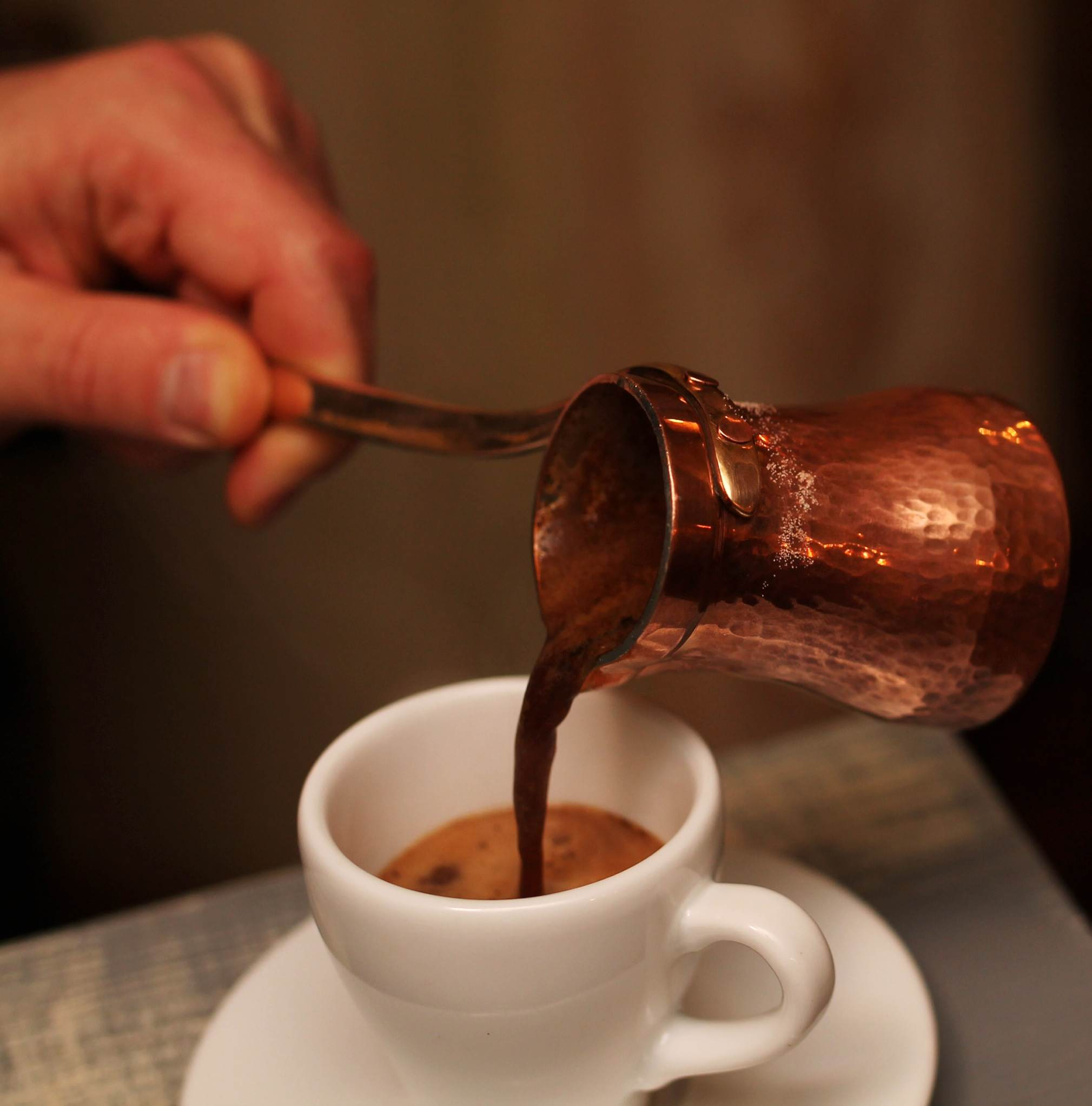

## Autres noms
- En Algérie son nom est : djezoua, ghalaïa ou thaghelayth (en berbère).
- En Tunisie, son nom est zazoua
- En Serbie et Bosnie, son nom est džezva